# Berberse slijkspringer
De Berberse slijkspringer (Periophthalmus barbarus) is een straalvinnige vissensoort uit de familie van de grondels (Gobiidae). De wetenschappelijke naam van de soort is gepubliceerd in 1766 door Linnaeus.

## Kenmerken
Deze 25 cm lange vis heeft een geleidelijk versmald lichaam en een grote kop met uitpuilende ogen.

## Leefwijze
Hun voedsel bestaat uit in het bodemslik levende kleine diertjes. Ze begeven zich ook weleens boven water, waarbij moet worden opgemerkt, dat de huid wel vochtig moet blijven. De buikvinnen gebruiken ze om te kruipen, maar de staart om zich af te zetten, teneinde zich springend over de modderbanken voort te bewegen. Ademen doen ze via de huid.

## Verspreiding en leefgebied
Deze soort komt voor in de oostelijke Atlantische Oceaan.

## Status
De soort staat op de Rode Lijst van de IUCN als niet bedreigd, beoordelingsjaar 2009.